# Cemboing
Cemboing ist eine Gemeinde im französischen Département Haute-Saône in der Region Bourgogne-Franche-Comté.

## Geographie
Cemboing liegt auf einer Höhe von 240 m über dem Meeresspiegel, vier Kilometer nordwestlich von Jussey und etwa 33 Kilometer nordwestlich der Stadt Vesoul (Luftlinie). Das Dorf erstreckt sich im äußersten Nordwesten des Départements, an einem leicht nach Südosten geneigten Hang über dem Tal der Mance, in den östlichen Ausläufern des Plateaus von Langres.
Die Fläche des 10,51 km² großen Gemeindegebiets umfasst einen Abschnitt der gewellten Landschaft westlich des oberen Saônetals. Die nördliche und östliche Grenze verläuft teilweise entlang der Mance, welche hier mit mehreren Windungen durch eine rund 1,5 Kilometer breite Alluvialniederung fließt. Die Talaue liegt durchschnittlich auf 220 m und wird überwiegend landwirtschaftlich genutzt. Vom Flusslauf erstreckt sich das Gemeindeareal über die Talaue und den Hang von Cemboing bis auf die angrenzende Hochfläche, die steil nach Norden abfällt. Mit 312 m wird auf dem Plateau von Rosières die höchste Erhebung von Cemboing erreicht. In geologisch-tektonischer Hinsicht besteht das Gelände aus einer Wechsellagerung von sandig-mergeligen und kalkigen Sedimenten, die vorwiegend während der Lias (Unterjura) abgelagert wurden.
Nachbargemeinden von Cemboing sind Barges und Blondefontaine im Norden, Raincourt im Osten, Jussey im Süden sowie Saint-Marcel und Rosières-sur-Mance im Westen.

## Geschichte
Überreste eines gallorömischen Siedlungsplatzes weisen auf eine sehr frühe Besiedlung des Gebietes hin. Erstmals urkundlich erwähnt wird Cemboing bereits im Jahr 815 als Besitz des Klosters Luxeuil. Durch eine Schenkung kam die Kirche 1003 an Saint-Bénigne in Dijon. Im Mittelalter gehörte das Dorf zur Freigrafschaft Burgund und darin zum Gebiet des Bailliage d’Amont. Zusammen mit der Franche-Comté gelangte Cemboing mit dem Frieden von Nimwegen 1678 definitiv an Frankreich. Durch einen Großbrand wurden 1814 zahlreiche Häuser zerstört. Mit der Eröffnung der Bahnlinie von Vesoul nach Langres wurde der Ort 1858 an das französische Eisenbahnnetz angeschlossen. Heute ist Cemboing Mitglied des 17 Ortschaften umfassenden Gemeindeverbandes Communauté de communes du Pays Jusséen.

## Sehenswürdigkeiten
Die Kirche Notre-Dame de l’Assomption wurde im 18. Jahrhundert neu erbaut und im 19. Jahrhundert umfassend restauriert. Zur reichen Ausstattung gehören bedeutende Statuen aus dem 16. Jahrhundert, die Kanzel aus dem 17. Jahrhundert, ein skulptierter Holzaltar (Ende des 18. Jahrhunderts) und verschiedene Grabplatten. Auf dem Friedhof steht das Monument Mathelat. Ein Kalvarienberg stammt aus dem 16. Jahrhundert.
Der Ortskern ist geprägt durch verschiedene Häuser aus dem 18. Jahrhundert, die den traditionellen Stil der Haute-Saône zeigen. Ebenfalls im 18. Jahrhundert wurde das Château de Buyer erbaut.

## Bevölkerung
| Jahr                       | 1962 | 1968 | 1975 | 1982 | 1990 | 1999 | 2006 |
| Einwohner                  | 284  | 271  | 244  | 218  | 242  | 217  | 207  |
| Quellen: Cassini und INSEE |      |      |      |      |      |      |      |

Mit 168 Einwohnern (1. Januar 2022) gehört Cemboing zu den kleinen Gemeinden des Département Haute-Saône. Nachdem die Einwohnerzahl in der ersten Hälfte des 20. Jahrhunderts deutlich abgenommen hatte (1881 wurden noch 725 Personen gezählt), wurden seit Mitte der 1970er Jahre nur noch geringe Schwankungen verzeichnet.

## Wirtschaft und Infrastruktur
Cemboing war bis weit ins 20. Jahrhundert hinein ein vorwiegend durch die Landwirtschaft (Ackerbau, Obstbau und Viehzucht) geprägtes Dorf. Heute gibt es einige Betriebe des lokalen Kleingewerbes. In den letzten Jahrzehnten hat sich das Dorf zu einer Wohngemeinde gewandelt. Viele Erwerbstätige sind deshalb Wegpendler, die in den größeren Ortschaften der Umgebung ihrer Arbeit nachgehen.
Der Ort liegt abseits der größeren Durchgangsachsen nahe einer Departementsstraße, die von Jussey nach Vitrey-sur-Mance führt. Weitere Straßenverbindungen bestehen mit Barges, Raincourt und Noroy-lès-Jussey. Der Bahnhof wurde mittlerweile stillgelegt.